# 波士顿绿头
波士顿绿头是一尊描绘古埃及晚期埃及祭司的杂砂岩头像。该头像可追溯至公元前380-公元前332年 ，现藏于美国波士顿美术博物馆。

## 出处
据信该头像于1858年在萨卡拉塞拉皮姆被发现。后来，亲法的埃及总督赛伊德帕夏将其送给了拿破仑王子约瑟夫·查尔斯·保罗·波拿巴。
1904年，波士顿美术博物馆从爱德华·佩里·沃伦手中购买了该头像。 

## 其他相关
- 柏林绿头

## 相关阅读
- Berman, Lawrence M. . MFA Publications. 2015. ISBN 978-0878467969.
- Rowland, Ingrid D. . The New York Review of Books. September 24, 2015, LXII (14): 18, 20.
- von Bothmer, Bernard. Riefstahl, Elizabeth , 编. . Brooklyn, New York: The brooklyn Museum (reprinted by Arno Press, INC., 1969). 1960: 138–140; pls. 100–101.